# Aderaeon nigellum
Aderaeon nigellum là một loài tò vò trong họ Ichneumonidae.